# Capilupi
La famiglia Capilupi è un'antica nobile famiglia mantovana risalente al XII secolo dalla quale uscirono letterati e politici, che con Scipione Francesco Capilupi acquisì il titolo marchionale nel 1650. Originaria di Treviso, dove ebbe prima menzione storica nel 1080 con Giovanni Capo di Lupo, era tradizionalmente legata alla dinastia Gonzaga. Sono stati collezionisti di libri antichi e di manoscritti  e la famiglia Capilupi è tuttora fiorente nel mantovano.

## Storia e personalità illustri
I membri più illustri della famiglia furono:
- Origo Capilupi (XIII secolo), si trovava eletto nel Consiglio della città di Mantova già nel 1264;
- Guglielmo Capilupi (? - 1361), notaio dei Gonzaga di Mantova;
- Bertolino Capilupi (1340-1384), notaio e procuratore di Ludovico II Gonzaga presso la Repubblica di Venezia;
- Guido Capilupi (XIV secolo), consigliere di Francesco I Gonzaga, IV capitano del popolo di Mantova;
- Gianfrancesco Capilupi (XV secolo), armato cavaliere e al servizio di Gianfrancesco Gonzaga;
- Benedetto Capilupi (1461-1518), diplomatico e segretario della marchesa di Mantova Isabella d'Este;
- Lelio Capilupi (1497-1560), poeta;
- Camillo Capilupi (1504-1548), diplomatico al servizio di Margherita Paleologa. Sposò Lucrezia de Grado;
- Giulio Capilupi (XVI secolo), letterato e consigliere alla corte di Vincenzo I Gonzaga, duca di Mantova;
- Ippolito Capilupi (1511-1580), vescovo di Fano
- Camillo II Capilupi (1531-1603), cameriere di tre papi: Pio IV, Pio V e Gregorio XIII;
- Alessandro Capilupi (XVI secolo), segretario di stato alla corte di Guglielmo Gonzaga e ambasciatore presso la Repubblica di Venezia;
- Scipione Capilupi (1589-1656), cavaliere dell'Ordine del Redentore nel 1654; nel 1650 ottenne il titolo di marchese per sé e per i suoi discendenti dal duca di Mantova Carlo II Gonzaga.[2]
- Ippolito Capilupi (1684-1751), accademico filargita, fu autore, tra l’altro, dell’Africa Liberata, poema eroico in 18 canti pubblicato nel 1726.[2]
- Carlo Capilupi (1786-1858), guardia d’onore di Napoleone, si dilettò come scrittore e poeta: Scritti varii del marchese Carlo Capilupi nato nel 1786 e morto nel 1858, Mantova, Stab. Tip. Lit. G. Mondovì, 1892.[2]
- Alberto Capilupi de' Grado (1848-1905), ingegnere e deputato al Parlamento italiano.
- Giuliano Capilupi (1916-1995), studioso di Isabella d’Este e membro dell’Accademia Nazionale Virgiliana.[2]
- Lelio Capilupi (4 novembre 1960), Docente di canto Lirico presso    conservatorio Arrigo Boito Parma,    Direttore artistico presso Concorso  Lirico "Giovani Talenti per la Lirica", socio fondatore presso AICI - Associazione Insegnanti di Canto Italiana

## Possedimenti

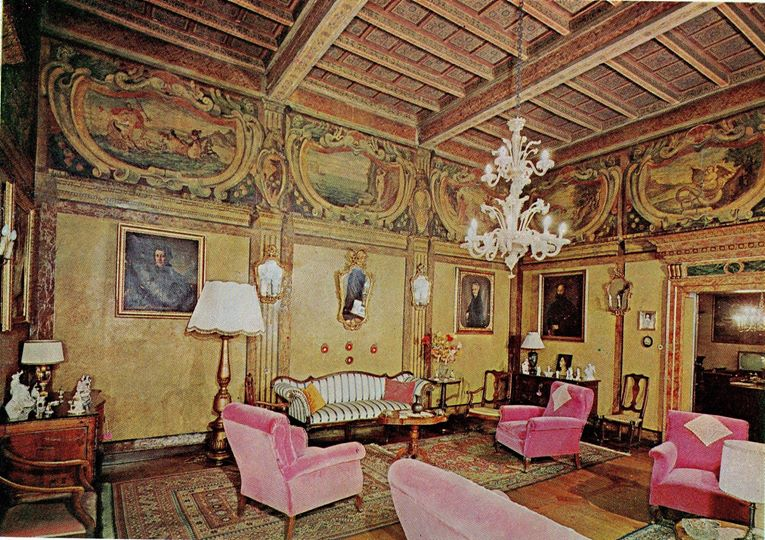
Mantova, interno di Palazzo Capilupi

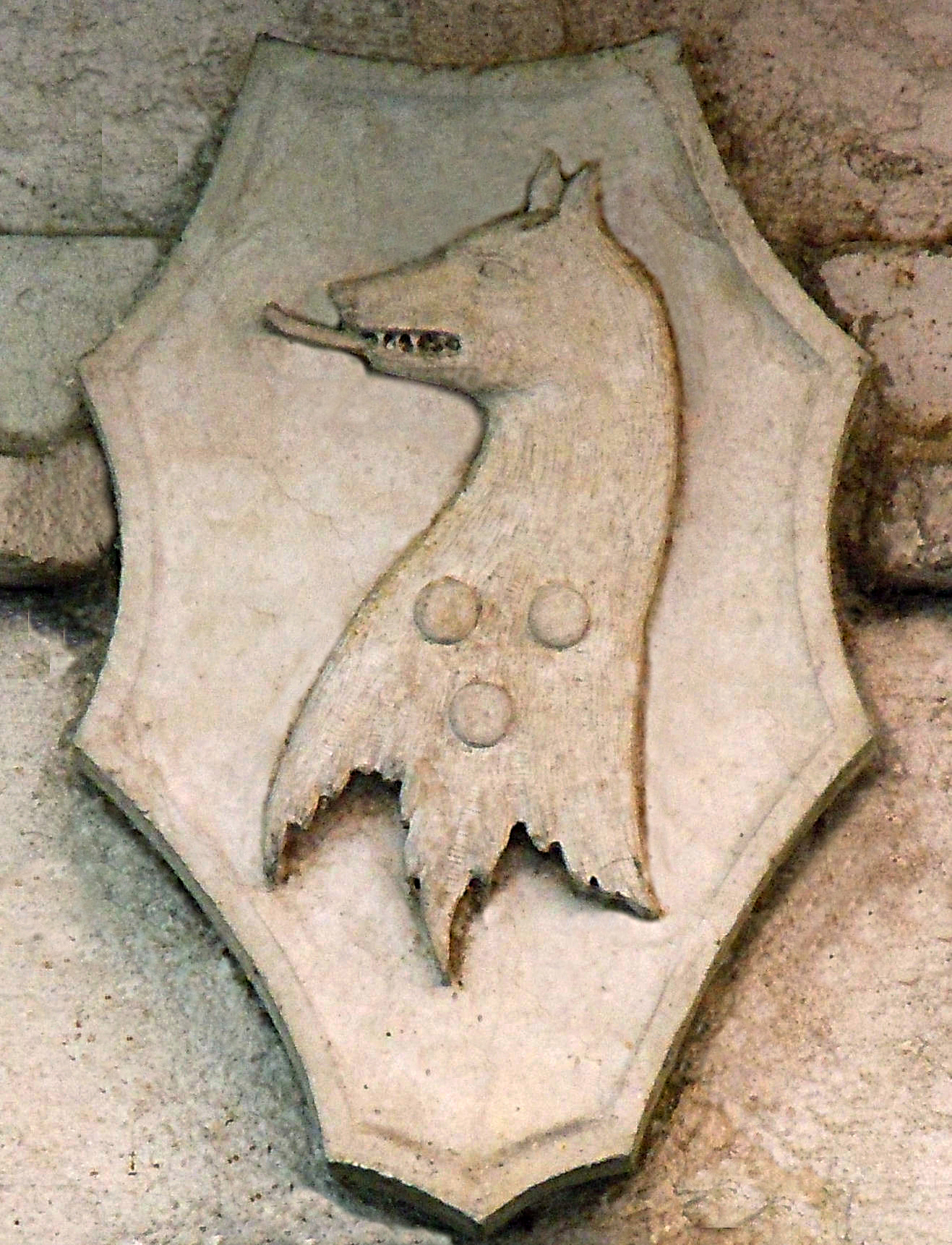
Stemma sul palazzo di famiglia a Mantova

- Palazzo Capilupi a Roma. Edificio storico nel centro della capitale acquistato da Ippolito Capilupi nel 1534;
- Palazzo Capilupi a Mantova. Residenza dal 1414 della omonima nobile famiglia nell'antica Contrada del Mastino, ora Via Concezione 9
- Palazzo Capilupi de Grado a Mantova in piazza San Giovanni[3];
- Villa Capilupi a Suzzara.

## Archivio
Il fondo archivistico della famiglia è conservato in gran parte presso l'Archivio di Stato di Mantova.